# Popstars

Pays dans lesquels a été adapté Popstars.

Popstars est une émission de télé réalité créée à l'origine en Nouvelle-Zélande, où elle a conduit à la création du groupe TrueBliss en avril 1999. Elle a ensuite été adaptée et diffusée dans plusieurs pays. Elle est à l'origine du concept de Pop Idol de Simon Fuller et a inspiré d'autres concepts d'émission du même genre.
L'émission propose de suivre la formation d'un groupe de musique, des premiers castings accueillant plusieurs milliers de candidats, jusqu'à la sortie du disque et au premier concert public, en passant par les stages de chant et de danse et l'élimination progressive des candidats sélectionnés. Contrairement à des concepts comme Star Academy, ou À la recherche de la nouvelle star, le public n'a ici aucun pouvoir de décision sur le sort des candidats, et reste simple spectateur.
L'émission fut parfois déclinée en une version The Rivals (en France, Popstars : Le Duel) mettant en scène un affrontement entre une sélection de filles et une sélection de garçons.
Le groupe issu de Popstars ayant vendu le plus de disques est le girl group britannique Girls Aloud.
Malgré de bons scores d'audience lors du lancement de l'émission dans la plupart des pays, les chaînes retirèrent généralement l'émission de l'antenne après deux ou trois éditions, les scores baissant rapidement, excepté en Allemagne, où la neuvième saison a lieu en 2010.
Dans les années 2020, l'émission n'est plus diffusé dans aucun pays, disparait du paysage audiovisuel dans le monde, ce qui est  une première pour une émission adaptée mondialement. Néanmoins, l'émission revient en Nouvelle-Zélande en 2021 puis en France en 2024.

## Popstars dans le monde
| Pays             | Nom                                                                               | Chaîne                                   | Vainqueurs |
| ---------------- | --------------------------------------------------------------------------------- | ---------------------------------------- | --- |
| Afrique du Sud   | Popstars Site officiel                                                            | SABC 1                                   | 2002 : Popstars 101 2003: Adilah 2004: Jamali and Ghetto Lingo 2010: Nne Vida |
| Allemagne        | Popstars Site officiel                                                            | RTL II (2000-2001) ProSieben (2003-2015) | 2000 : No Angels 2001 : Bro'Sis 2003 : Overground et Preluders 2004 : Nu Pagadi 2006 : Monrose (groupe) 2007 : Room 2012 2008 : Queensberry 2010 : LaViVe 2015 : Leandah 2012 : Melouria 2015 : Leandah |
| Argentine        | Popstars: Tu Show Está Por Empezar Site officiel - Azul TV Site officiel - Telefé | Azul TV (2001) Telefe (2002)             | 2001 : Bandana 2002 : Mambrú |
| Australie        | Popstars Site officiel                                                            | Ten Network                              | 2000 : Bardot 2001 : Scandal'us 2003 : Scott Cain 2004 : Kayne Taylor |
| Belgique         | Popstars                                                                          | VT4                                      | 2000 : Vanda Vanda |
| Brésil           | Popstars Site officiel                                                            | SBT                                      | 2002 : Rouge 2003 : Br'Oz |
| Canada           | Popstars Site officiel                                                            | CTV                                      | 2001 : Sugar Jones 2002 : Velvet Empire 2003: Christa Borden |
| Colombie         | Popstars Site officiel                                                            | Canal Caracol                            | 2003 : Escarcha |
| Danemark         | AllStars Site officiel                                                            | TV 2 Danmark                             | 2001: Eye Q 2002: Jon Nørgaard 2003: Fu:El 2010: Julie Berthelsen |
| Équateur         | Popstars                                                                          | Teleamazonas TeVe                        | 2003 : Kiruba 2004 : La Coba |
| Espagne          | Popstars: Todo Por Un Sueño                                                       | Telecinco                                | 2002 : Bellepop |
| États-Unis       | Popstars USA Site officiel                                                        | The WB                                   | 2001 : Eden's Crush 2001 : Scene 23 |
| Finlande         | Popstars Site officiel                                                            | MTV3                                     | 2002 : Gimmel 2004 : Jane (chanteuse) et Indx |
| France           | Popstars                                                                          | M6 D8 et D17 Prime Video                 | 2001 : L5 2002 : Whatfor 2003 : Linkup et Diadems 2007 : Sheryfa Luna 2013 : The Mess 2024 : SOR4 |
| Grèce            | Popstars Site officiel                                                            | Mega TV                                  | 2003 : Hi-5 |
| Inde             | Popstars Site officiel                                                            | Channel V                                | 2002 : Viva! 2003 : Aasma |
| Indonésie        | Popstars                                                                          | Trans TV                                 | 2003 : Sparx |
| Irlande          | Popstars                                                                          | RTE One                                  | 2001 : Six |
| Italie           | Popstars Superstar Tour                                                           | Italia 1                                 | 2001 :Lollipop 2003 : Lucky Star |
| Malaisie         | Popstars                                                                          | ntv7                                     | 2003 : By'U |
| Mexique          | Popstars Site officiel                                                            | Televisa                                 | 2002 : T' de Tila |
| Norvège          | Popstars                                                                          | TV3                                      | 2001 : Cape |
| Nouvelle-Zélande | Popstars                                                                          | M2                                       | 1999 : TrueBliss 2001 : Aaria 2021 : Christabel Williams 2025 : A venir |
| Pays-Bas         | Popstars Site officiel                                                            | RTL 4                                    | 200? : Follow That Dream 200? : K-Otic 2004 : Men2b et Raffish 2008 : RED! 2010: Wesley Klein 2011: Dean Saunders                                                                                       |
| Portugal         | Popstars                                                                          | SIC                                      | 2001 : Nonstop |
| Roumanie         | Popstars                                                                          | Pro TV                                   | 2003 : Cocktail |
| Royaume-Uni      | Popstars Site officiel                                                            | ITV                                      | 2001 : Hear'say 2002 : One True Voice et Girls Aloud |
| Russie           | PopStars                                                                          |                                          | 2002: Drugie Pravila |
| Slovénie         | Popstars                                                                          |                                          | 2002 : Bepop 2003 : Unique |
| Suède            | Popstars                                                                          | Kanal 5                                  | 2001 : Excellence 2002 : Supernatural |
| Suisse           | Popstars Site officiel                                                            | TV3                                      | 2001 : Pro Sieben |
| Turquie          | Popstar Site officiel                                                             | Kanal D Show TV                          | 2003 : Adibin 2004 : Selçuk Demirelli 2006 : Metin Levent |

## Groupes et artistes révélés en France
- Pour la première saison de Popstars en 2001, c'est un groupe de filles, nommée les L5 qui seront révélées. Le groupe se séparera en 2007.
- La deuxième saison révélera les Whatfor, un groupe mixte composé de 2 filles et de 2 garçons cependant, après des débuts pour le moins prometteurs, des tensions naissent et sont entretenues au sein du groupe. De plus, le manque d'originalité de leurs titres met fin au groupe après seulement 2 titres commercialisés. Ce qui vaudra, entre autres, une image cabotine à Monia, qui du "haut" de ses 20 ans, exprime "brut de décoffrage" la piètre qualité des titres à interpréter. La tournée fut également annulée.
Parallèlement à l'émission, Chimène Badi est également remarquée lors de l'édition 2002. Elle ne correspond pas aux critères fixés par la production pour rejoindre le groupe, mais elle se montre suffisamment convaincante pour que le label AZ lui donne sa chance en solo.
- La 3e saison de Popstars cherche à fabriquer 2 groupes, un groupe de garçons, un autre, de filles. Il naît alors les Linkup (groupe masculin) et les Diadems (groupe féminin). Les grands gagnants, les Linkup enregistrent Mon étoile et Une seconde d'éternité puis disparaissent. M. Pokora, faisant partie du groupe, entame alors la carrière solo que l'on connait aujourd'hui. Les Diadems quant à elles, ont eu peu de succès et ont disparu quelques mois après l'émission.
- En 2007, Popstars revient après 4 ans d'absence et révèle Sheryfa Luna qui connaît un grand succès, de plus l'émission découvre aussi Léa Castel semi-finaliste.

## Réalisation et montage
La réalisation de Popstars en France a été une véritable révolution en France en termes d'écriture et de montage. Popstars a été la première émission de casting "tout en image" sans animateur et sans plateau. Influencé par la construction des émissions de télé-réalité américaine et des bases du documentaire classique à l'anglaise, les réalisateurs Jérome Korkikian puis Cyril Chamalet ont su trouver un style propre jouant habilement  avec les images et les sons. On pouvait retrouver dans les commentaires écrits par Cyril Chamalet plusieurs niveaux de lecture se moquant, sans juger les candidats, des situations vécues lors du casting.